# Schweizer Sportfernsehen
Das Schweizer Sportfernsehen (SSF) war ein Schweizer Privatfernsehsender, der sich von 2009 bis 2011 auf den Schweizer Sport konzentrierte. Der Sender musste mangels wirtschaftlichem Erfolg ab Dezember 2011 in zwei Wellen den Grossteil der Mitarbeitenden entlassen. Zwischen 2012 und 2016 trat die SSF Media AG mit ähnlichem Sendekonzept unter dem Namen SportSzene fernsehen (SSf) auf.

## Geschichte
Das SSF hatte seinen rechtlichen Sitz in St. Gallen mit Produktionsstandort in Zürich (in den Studios von TeleZüri.) Das Unternehmen wurde 2007 als United Sport Production USP TV AG gegründet und am 2. Oktober 2009 in Schweizer Sportfernsehen (SSF) AG umfirmiert. Das Aktienkapital betrug 1,55 Mio. Schweizer Franken. Der Verwaltungsrat wurde präsidiert von Peter Weigelt, Vizepräsident war Giorgio Behr. Delegierter des Verwaltungsrats war Pascal Jenny. Programmchefin war von 2008 bis Sommer 2012 Claudia Lässer, die auch ab 2010 Geschäftsführerin und ab 2011 Verwaltungsrätin des Senders war.
Der Sender startete am 1. Juli 2009 mit einem eigenen Programm, nachdem er ab Anfang 2008 ein Programmfenster auf Star TV innehatte. Die Aufschaltung auf dem Kabelnetz der Marktführerin Cablecom erfolgte 2010 gegen deren Willen und erst nach Verfügung des BAKOM. Aufgrund beschränkter Kapazität nahm Cablecom daraufhin im analogen Netz Sport1 (früher DSF) vom Netz. Der Sender musste mangels Erfolg Ende Dezember 2011 in zwei Wellen den Grossteil der Mitarbeitenden entlassen. Ende Mai 2012 wurde bekannt, dass die Mehrheit des Verwaltungsrats bereits im Februar 2012 den Sender verliess. Im Sommer 2012 wurde kommuniziert, dass der Spartensender fortan unter dem Namen SportSzene fernsehen (SSf) im Markt auftreten würde.
Schon im Januar 2012 teilte der Sender mit, sein Programmangebot ab Frühjahr 2012 mit einer Online-Strategie neu ausrichten zu wollen: Die Reichweite in der deutschsprachigen Schweiz lasse die Refinanzierung eines Sparten-Vollprogramms nicht zu.

## Sendungen bis 2011
- Montagabend: Kick it! (Fussballtalk mit Claudia Lässer und Jörg Stiel)
- Montagabend: Live-Übertragung Challenge League (Fussball)
- Dienstagabend: SSF-Magazin mit Vania Spescha
- Mittwochabend: Übertragung (Aufzeichnung) Volleyball NLA
- Donnerstagabend: SportWoche mit Gabriel Oldham
- Sonntagabend: Outlaws mit Gian Simmen